# Жакмо, Ингрид
Ингрид Жакмо (фр. Ingrid Jacquemod, род. 23 сентября 1978 года, Бур-Сен-Морис) — французская горнолыжница, призёр чемпионата мира 2005 года в командных соревнованиях. Специалистка скоростных дисциплин. Старший капрал французской армии (Высокогорной военной школы). Директор спортивного клуба «Валь-д’Изер» (с 2019).
В Кубке мира Жакмо дебютировала в 1996 году, в январе 2005 года одержала свою единственную победу на этапе Кубка мира в скоростном спуске. Кроме победы имеет 5 попаданий в тройку лучших на этапах Кубка мира, 1 в супергиганте и 4 в скоростном спуске. Лучшим достижением Жакмо в общем зачёте Кубка мира является 9-е место в сезоне 2009/10.
На Олимпиаде-2002 в Солт-Лейк-Сити стала 23-й в скоростном спуске и 22-й в супергиганте.
На Олимпиаде-2006 в Турине была 16-й в скоростном спуске, 21-й в гигантском слаломе и 32-й в супергиганте.
На Олимпиаде-2010 в Ванкувере стартовала в двух дисциплинах: скоростной спуск - 23-е место, супергигант - 10-е место.
За свою карьеру участвовала в пяти чемпионатах мира, на которых завоевала одну бронзовую медаль в командных соревнованиях на чемпионате мира 2005 года в Бормио.
Девятикратная чемпионка Франции:
- в скоростном спуске: 2000, 2007
- в супергиганте: 2000, 2004, 2005
- в гигантском слаломе: 2004, 2005, 2007
- в комбинации: 2010

Использует лыжи и ботинки производства фирмы Salomon.
Родилась в семье британки из Бирмингема (дочери ямайца) и итальянца из Валле-д’Аоста (сына австрийки).